# Baygorria
Baygorria és una entitat de població de l'Uruguai, ubicada entre els departaments de Durazno i Río Negro, a la riba del riu del mateix nom, i sobre la ruta 4.
Es troba a 43 metres sobre el nivell del mar. Té una població aproximada de 476 habitants.